# Ревда (муниципальный округ)
Муниципальный округ Ревда́ — муниципальное образование в Свердловской области России. Относится к Западному управленческому округу Свердловской области. Административный центр — город Ревда.
С точки зрения административно-территориального устройства области, муниципальный округ Ревда вместе с муниципальным округом Дегтярск находятся в границах административно-территориальной единицы города Ревды (соответствует категории города областного подчинения).

## Географическое положение
Муниципальный округ Ревда расположен в юго-западной части Свердловской области. Округ граничит:
- на западе с Нижнесергинским муниципальным районом,
- на севере с муниципальным округом Первоуральск,
- на северо-востоке с муниципальным образованием «город Екатеринбург» и муниципальным округом Дегтярск,
- на востоке и юге с Полевским муниципальным округом,
- на юго-западе c Нязепетровским муниципальным районом Челябинской области.

## История
17 декабря 1995 года состоялся местный референдум, по итогам которого создано муниципальное образование Ревдинский район (без города Дегтярска, образовавшего самостоятельное муниципальное образование).
17 декабря 1996 года муниципальное образование было включено в областной реестр.
С 31 декабря 2004 года муниципальное образование Ревдинский район было наделено статусом городского округа.
С 1 января 2006 года муниципальное образование Ревдинский район было переименовано в городской округ Ревда.
С 1 января 2025 года городской округ Ревда был преобразован в муниципальный округ.

## Население
| 2002    | 2009    | 2010    | 2011    | 2012    | 2013    |
| ------- | ------- | ------- | ------- | ------- | ------- |
| 80 132  | ↘79 158 | ↘63 368 | ↗63 381 | ↘63 317 | ↗63 402 |
| 2014    | 2015    | 2016    | 2017    | 2018    | 2019    |
| ↗63 594 | ↗63 820 | ↗64 026 | ↗64 291 | ↗64 340 | ↘63 942 |
| 2020    | 2021    | 2023    |         |         |         |
| ↘63 150 | ↘61 486 | ↘60 758 |         |         |         |

## Состав муниципального округа
В состав муниципального округа Ревда входят 8 населённых пунктов
| № | Населённый пункт | Тип населённого пункта        | Население |
| - | ---------------- | ----------------------------- | --------- |
| 1 | Гусевка          | посёлок                       | ↗118      |
| 2 | Емелино          | посёлок                       | ↗22       |
| 3 | Краснояр         | посёлок                       | ↗193      |
| 4 | Крылатовский     | посёлок                       | ↘294      |
| 5 | Кунгурка         | село                          | ↗237      |
| 6 | Ледянка          | посёлок                       | ↘173      |
| 7 | Мариинск         | село                          | ↘249      |
| 8 | Ревда            | город, административный центр | ↘59 521   |